# فهرست کلیساهای ارمنی در ترکیه
فهرست کلیساهای ارمنی در ترکیه، از سده ۳ (میلادی) تا سده ۱۹ (میلادی).
همزمان با نسل‌کشی ارمنی‌ها و اخراج آنان از سرزمین آبا و اجدادی خود در منطقهٔ شرق ترکیه فعلی در سال‌های ۱۹۱۵ و۱۹۱۶ م، نه تنها اموال قربانیان به تاراج رفت، بلکه کلیهٔ کلیساها و دیرها، که غیر از بناهای مذهبی، مراکز علمی و فرهنگی ارمنیان به‌شمار می‌آمدند و در آن‌ها آثار فرهنگی ارزشمندی وجود داشت، غارت شدند و بیش از بیست هزار نسخه کتاب‌های دست‌نویس که قدمتی چندین صدساله و گاهی بیش از هزار سال داشتند نیز از میان رفتند.

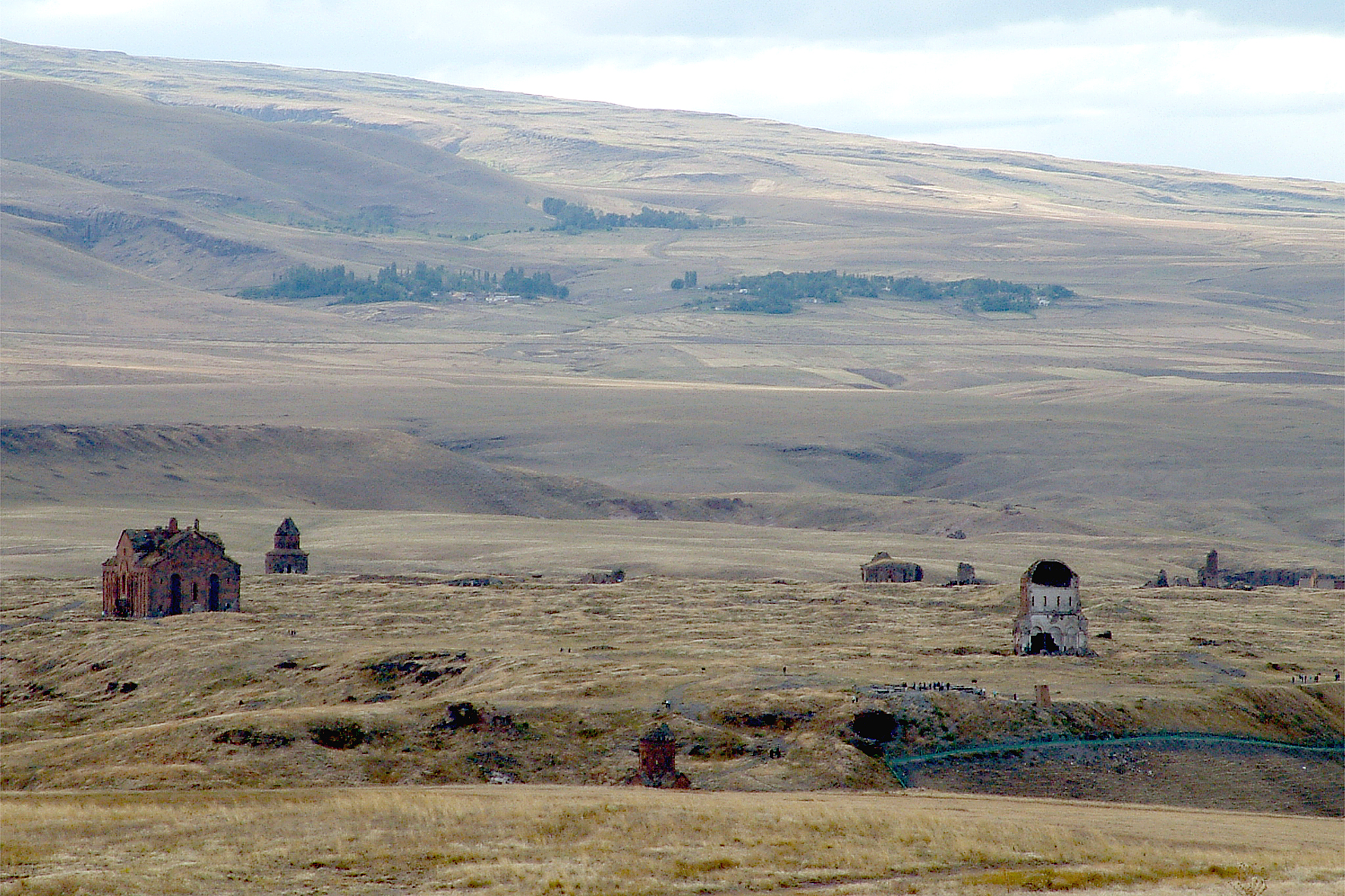
ویرانه‌های شهر باستانی ارمنی آنی معروف به شهر هزار و یک کلیسا

بعد از وقایع آن سال‌ها بناهای تاریخی، همچون خانه‌های متروکهٔ ارمنیان برای یافتن گنج‌های پنهان کندوکاو شدند، زیرا روستاییان ترک و کرد منطقه این باور را داشتند که ارمنیان با هدف بازگشت به خانهٔ خود کلیهٔ اموال قیمتی را در خانه‌هایشان پنهان کرده‌اند؛ لذا تخریب‌های انجام شده در این دورهٔ زمانی چندان گسترده و سازمان یافته نبود که باعث محو بناها شود.
با اشغال ارمنستان توسط ارتش سرخ شوروی در سال ۱۹۲۰م و سقوط نخستین جمهوری ارمنستان با کمک ترکیه، پیمان دوستی بین شوروی و ترکیه به امضا رسید که به پیمان مسکو معروف گردید و طی آن مناطقی از غرب ارمنستان شامل قارص، ساری‌قمیش، آرداهان، اولتی و سورمالو به ترکیه واگذار گردید.
در این مناطق تعداد زیادی کلیسا و دیر وجود داشت که تا آن زمان هنوز سالم و فعال بودند. همچنین در این مناطق شماری از پایتخت‌های باستانی ارمنستان شامل شهرهای آنی، قارص، شیراکاوان، باگاران، و یروانداشات، با قدمتی بیش از یک هزار سال، نیز قرار داشتند.
اولین ویرانگری‌های سازمان یافتهٔ ارتش ترکیه در پایان جنگ جهانی اول در آنی، انجام شد.
طی دهه‌های ۱۹۶۰ و ۱۹۷۰م، تخریب بناها کماکان ادامه داشت و ساختمان‌هایی که برای ارمنیان اهمیت مذهبی، تاریخی و فرهنگی خاصی داشتند و هنوز کاملاً تخریب نشده بودند، شناسایی شدند و در اولویت تخریب قرار گرفتند؛ همچون دیر هوگه وانگ، که سده‌ها تصویر مریم مقدس در آن نگهداری می‌شد و از زیارتگاه‌های مهم ارمنیان محسوب می‌گردید، طی این سال‌ها کاملاً تخریب شد.
ارمنیان ساکن ارمنستان شرقی با هدف جلوگیری از این نابودسازی فرهنگی به دفتر یونسکو در مسکو شکایت کردند، اما نمایندهٔ یونسکو در اتحاد جماهیر شوروی سوسیالیستی شکایت را نپذیرفت و خواستار طرح شکایت از طرف دولت ارمنستان گردید که آن نیز از طرف حاکمان مسکو منع شد، لذا ارمنیان ساکن در کشورهای مختلف موضوع را پیگیری کردند و مراجعات مکرر به دفاتر یونسکو در سراسر دنیا آغاز گردید که در نتیجه یونسکو به این مسئله توجه نشان داد و به بررسی ادعاهای مطرح شده پرداخت.
در همین حین توجه محققان و باستان شناسان اروپایی به این منطقه جلب شد. آنان سفرهای تحقیقاتی به شرق ترکیه را آغاز کردند و گزارش‌هایی در خصوص تخریب بناهای ارمنیان و ممانعت مسئولان منطقه از بازدید آن‌ها به چاپ رساندند که باعث افزایش فشارهای افکار عمومی بر سازمان یونسکو شد و نهایتاً در سال ۱۹۷۴م این سازمان بر مبنای مطالعات انجام داده در منطقه بیانیه‌ای صادر کرد و طی آن اعلام داشت که طی سال‌های ۱۹۱۵ تا۱۹۷۴م از ۹۱۳ کلیسا و دیر فعال ارمنیان در منطقهٔ شرق ترکیه، تعداد ۴۶۴ مورد کاملاً نابود گردیده و اثری از آن‌ها نمانده‌است.
به علاوه ۲۵۲ بنا کاملاً تخریب شده‌اند و ۱۹۷ بنا نیز در وضعیت نامساعدی قرار دارند که می‌بایستی سریعاً مرمت شوند، ولی با مقایسهٔ این گزارش با آمار موجود در خلیفه‌گری ارامنه در استانبول (که در سال ۱۹۱۲م تهیه و در آن تعداد کلیساها و دیرهای فعال در منطقه با ذکر عناوین و مکان‌ها بیش از ۲۲۰۰ بنا ذکر شده بود) عمق فاجعه مشخص می‌گردد، زیرا طبق این آمارها تعداد بناهای تاریخی نابود شده طی سال‌های یاد شده بیش از دو هزار مورد بوده‌است.
در اوایل دههٔ ۱۹۸۰ میلادی، در پی اعتراضات ارمنیان و جلب توجه اذهان عمومی، روند تخریب کندتر شد، ولی کار در ابعاد کوچک‌تر، و به بهانه‌های مختلف از قبیل جاده‌سازی، حفر کانال، بستن سد و غیره ادامه یافت که با شعله‌ور شدن جنگ‌های داخلی با کُردها و اعلام منطقهٔ نظامی در تمامی استان‌های شرق ترکیه در سال ۱۹۸۷م و بسته شدن این منطقه به روی مسافران به بهانهٔ نبود امنیت، ابعاد گسترده‌تری به خود گرفت.

## کلیساهای ارمنی
- کلیسای استپانوس مقدس

در نزدیکی شهر قارص که در سال ۶۵۰م بنا شده و تا سال ۱۹۲۰م فعال بوده‌است، در اوایل سال ۱۹۵۰م کاملاً تخریب شد.
- کلیسای کاراپت مقدس

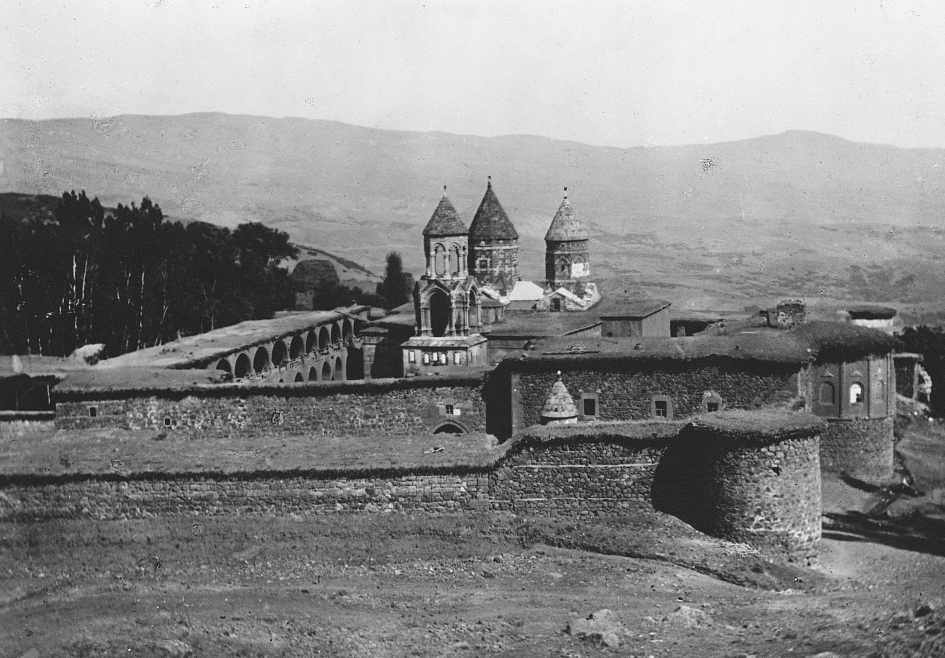
کلیسای کاراپت مقدس

واقع در نزدیکی شهر موش، یکی از مهم‌ترین زیارتگاه‌های ارمنیان بوده که توسط گریگور مقدس در سده چهارم میلادی بنا شده‌است. این مکان نه تنها اهمیت مذهبی داشته، بلکه یکی از مراکز مهم علمی منطقه تا سال ۱۹۱۵م به‌شمار می‌رفته‌است. این دیر بزرگ چندین کلیسا، کتابخانه‌ای بزرگ برای نگهداری کتاب‌های دست‌نویس، چاپخانه، مدرسه، نوانخانه و غیره داشت که متأسفانه پس از وقایع سال ۱۹۱۵م، تاراج شد، ولی ساختمان دیر تا سال ۱۹۵۰م پابرجا بود که با تخریب‌های اعمال شده در حال حاضر چیز قابل توجهی از آن باقی نمانده و به جای دیر و با سنگ‌های آن یک روستای بزرگ ساخته شده‌است. سنگ‌های حجاری شدهٔ کلیساها را به وضوح می‌توان در دیوارهای خانه‌های روستایی مشاهده کرد.
- کلیسای مرن

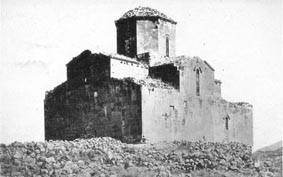
کلیسای مرن

کلیسای مِرِن (به ارمنی Մրենի տաճար - به انگلیسی Cathedral of Mren)، کلیسایی است متعلق به ارمنیان؛ به فاصلهٔ یک کیلومتری مرز ارمنستان در منطقه دیغور، استان قارص در ارمنستان غربی قرار دارد که ساخت آن در دوران حاکمیت ساسانیان بر ارمنستان در ۶۳۱ میلادی به دست مرزبان ارمنی، داوید ساهارونی، آغاز شد و در ۶۳۹ میلادی خاتمه یافت.
- کلیسای بارتوقیمئوس مقدس

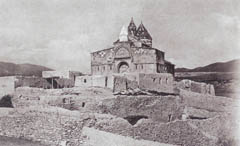
کلیسای بارتوقیمئوس مقدس

کلیسای بارتوقیمئوس مقدس (به ارمنی Սուրբ Բարդուղիմեոսի վանք - به انگلیسی Saint Bartholomew Monastery)، کلیسایی است متعلق به ارمنیان که در بین سده چهارم تا ششم ساخته شده‌است. این کلیسا در نزدیکی شهر «آداماکِرت» (باش قلعه امروزی) در ارمنستان غربی می‌باشد. کلیسا بر روی آرامگاه بارتوقیمئوس یا بِرتولُمای مقدس، (وی به همراه تادئوس بنیانگذاران کلیسای حواری ارمنی می‌باشند) یکی از حواریون عیسی مسیح که برای تبلیغ مسیحیت به این منطقه آمده بود ساخته شده‌است.
- کلیسای مریم مقدس که در شرق شهر وان قرار داشته و تا سال ۱۹۱۵م فعال بوده در سال‌های قبل از ۱۹۵۰م کاملاً تخریب گردید به طوری که حتی سنگ‌های قبرستان اطراف آن نیز کاملاً نابود شدند.

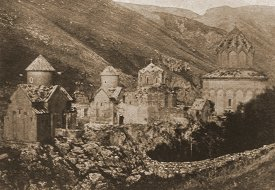
کلیسای خسکونک

طی دهه‌های ۱۹۶۰ و۱۹۷۰م، تخریب بناها کماکان ادامه داشت و ساختمان‌هایی که برای ارمنیان اهمیت مذهبی، تاریخی و فرهنگی خاصی داشتند و هنوز کاملاً تخریب نشده بودند، شناسایی شدند و در اولویت تخریب قرار گرفتند؛ همچون دیر هوگه وانگ، که سده‌ها تصویر مریم مقدس در آن نگهداری می‌شد و از زیارتگاه‌های مهم ارمنیان محسوب می‌گردید، طی این سال‌ها کاملاً تخریب شد.
- دیر گریگور مقدس یا سالناباد

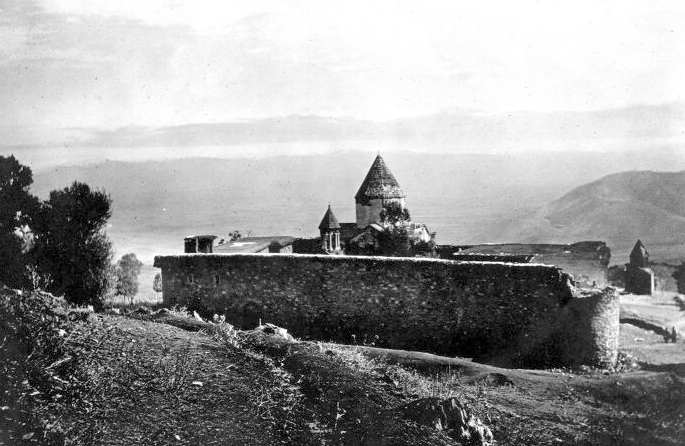
کلیسای آراکلوتس

در نزدیکی شهر وان قرار دارد که در سده سیزدهم میلادی بنا شده و تا سال ۱۹۱۵م مرکز مذهبی و فرهنگی منطقه به‌شمار می‌آمده‌است. از دههٔ ۱۹۶۰م تخریب آن آغاز گردید و در حال حاضر از سه کلیسای این دیر، فقط محراب یکی از کلیساها و قسمت کوچکی از دیوار کلیسای کناری باقی‌مانده‌است.
- دیر باگنایر

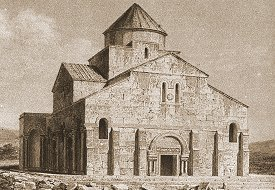
کلیسای دگور

در منطقهٔ نزدیک مرز ارمنستان و کنار روستای کوزلوکا قرار داشت که از سده سیزدهم میلادی مرکز مذهبی و علمی منطقه بود و پس از پیمان مسکو و واگذاری به ترکیه متروکه شد، ولی تخریب آن از سال ۱۹۶۰ م آغاز گردید و در حال حاضر از این دیر بزرگ فقط ویرانه‌ای باقی‌مانده‌است.
- کلیسای خسکونک

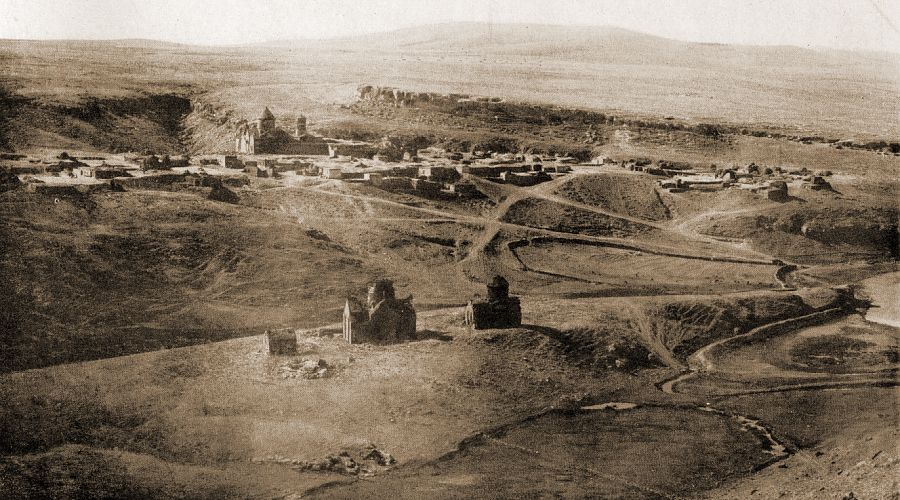
دیر هروموس

در منطقهٔ قارص و نزدیک روستای دیغور، در سده یازدهم میلادی بنا شده و به بش کلیسا معروف بوده‌است. این دیر پس از سال ۱۹۲۰م متروکه و در سال ۱۹۶۴م توسط ارتش ترکیه با مواد منفجره کاملاً منهدم گردید. از این مجموعهٔ بزرگ تنها یک کلیسا باقی‌مانده‌است.
- کلیسای آراکلوتس

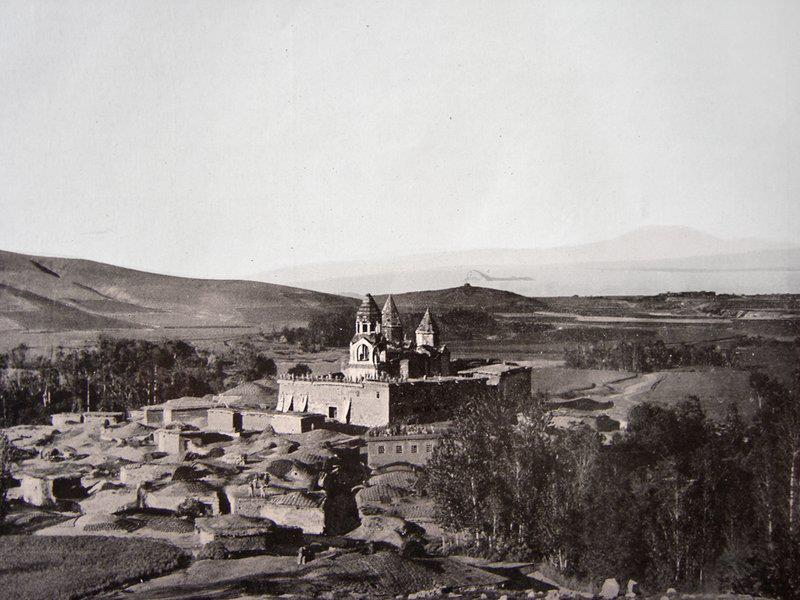
کلیسای نارِگ

در نزدیکی شهر موش در غرب دریاچه وان قرار دارد. کلیسای اولیهٔ آن در سده چهارم میلادی بنا شده و سپس در سده یازدهم میلادی به یک مجتمع مذهبی و علمی مهم ارمنستان تبدیل گردیده‌است. در این مکان سده‌ها کتاب‌های دست‌نویس تهیه می‌کردند و کتاب‌های بسیاری از ملت‌های مختلف نیز به زبان ارمنی ترجمه می‌شدند. در اواخر سده نوزدهم میلادی چاپخانه و مدرسهٔ آموزش کشاورزی در آن تأسیس کردند، ولی تمامی آن‌ها در وقایع ۱۹۱۵م نابود شدند و دیر متروکه گردید. سپس تخریب تدریجی این بنا آغاز شد و سرانجام در دههٔ ۱۹۶۰م هدف گلوله‌های توپخانهٔ ارتش ترکیه قرار گرفت.
- کلیسای دگور

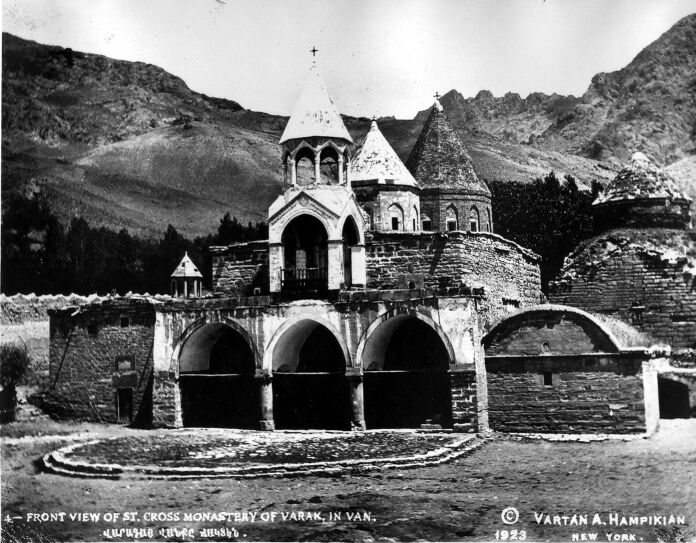
کلیسای واراگا

در روستای دیغور فعلی در منطقهٔ قارص، یکی از مهم‌ترین بناهای ارمنیان از نظر معماری است، زیرا تنها کلیسایی بود که گنبد اولیهٔ آن از سده پنجم تا اوایل سده بیستم به همان شکل اولیهٔ باقی‌مانده بود، ولی در حال حاضر از آن، جز چند دیوار، چیزی باقی نمانده‌است.
- دیر هروموس

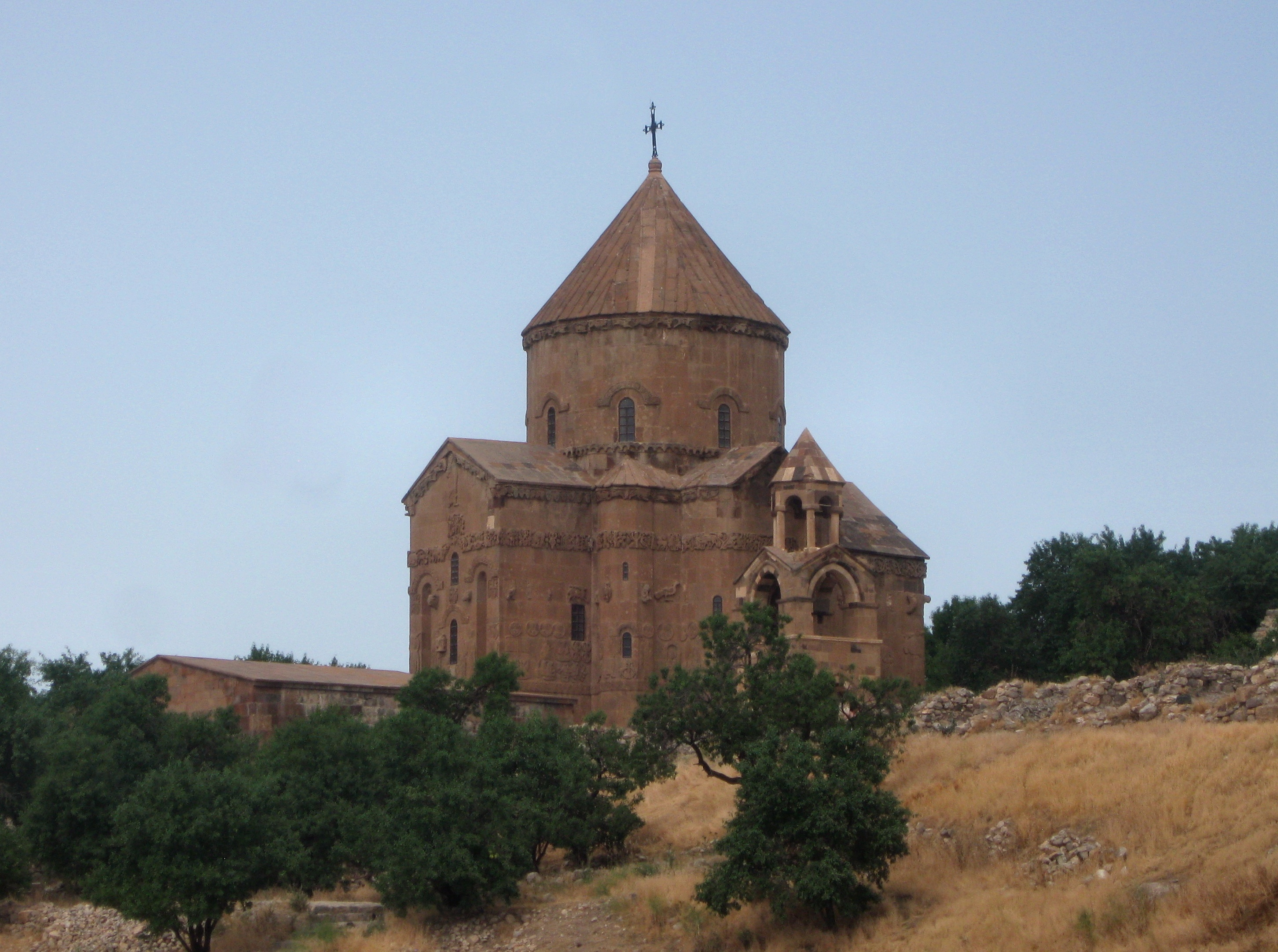
کلیسای صلیب مقدس

در نزدیکی شهر قارص، در سده یازدهم بنا شده و تا سال ۱۹۲۰م فعال بوده، ولی در دو مرحله، در دهه‌های ۱۹۵۰ و ۱۹۷۰ میلادی، تخریب شده‌است.
- کلیسای نارِگ

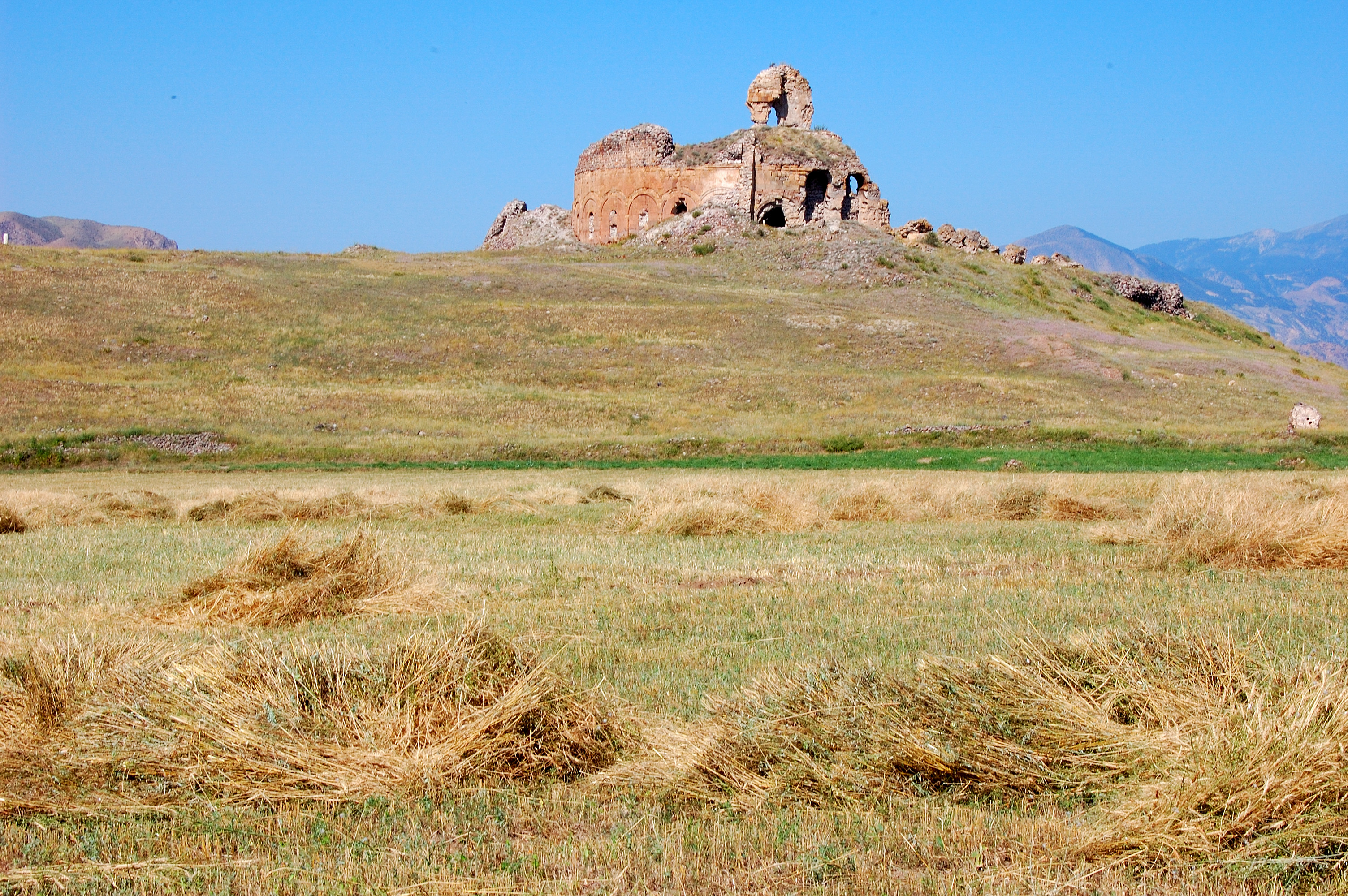
دیر بانا یا باناک

واقع در جنوب دریاچه وان که در منطقه‌ای به نام ادرمیت قرار داشته در سده دهم میلادی با همت گریگور نارگاتسی ساخته شده‌است. این دیر یکی از مراکز علمی و مذهبی مهم ارمنیان به‌شمار می‌آمد و در آن کتاب‌های دست‌نویس بسیاری نگهداری می‌شد. این دیر نیز بعد از وقایع ۱۹۱۵م متروکه گردید و در سال ۱۹۵۰م با بسیج روستاییان توسط ارتش ترکیه تمامی ساختمان‌های دیر در مدت کوتاهی تخریب و به جای آن خانه‌های روستاییان بنا شد. در حال حاضر اثری از آن باقی نمانده‌است.
- کلیسای واراگا

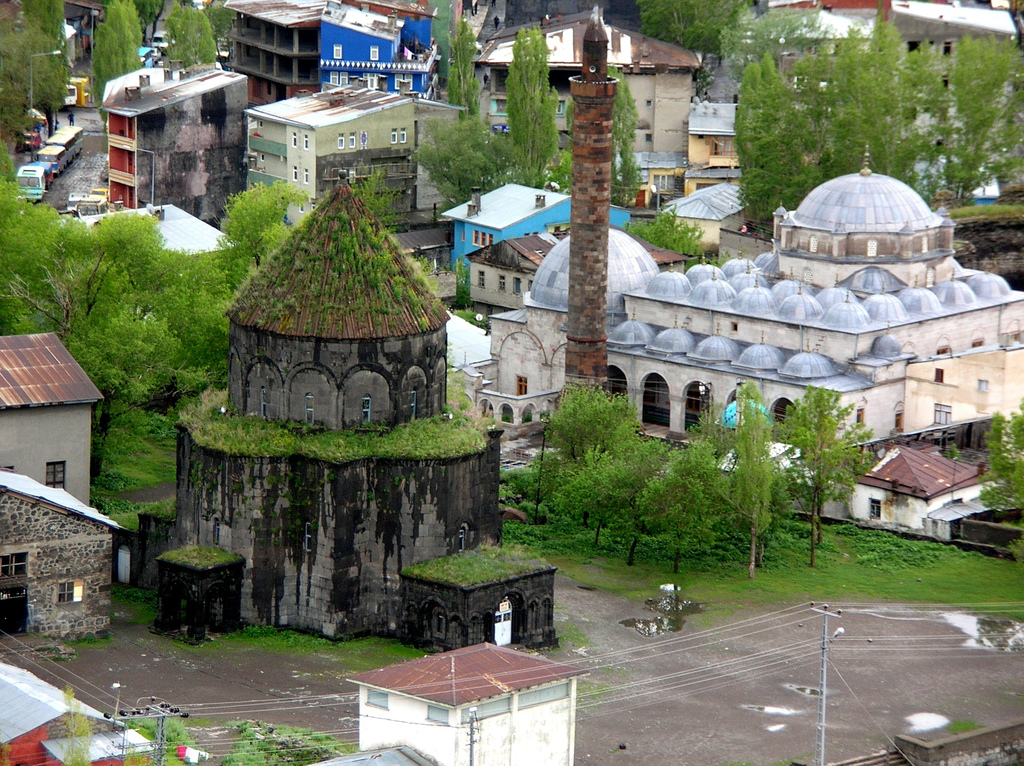
کلیسای حواریون مقدس

واقع در شرق شهر وان، از سده دهم میلادی مرکز مهم مذهبی و علمی ارمنیان جنوب شرق ترکیهٔ فعلی محسوب می‌شد و تا سال ۱۹۱۵م فعالیتش ادامه داشت. در این سال بعد از کشتار راهبان آن متروکه گردید و سپس تخریب کلیساهای آن آغاز و با سنگ‌های تراشیده شده خانه‌های روستایی بنا شد. بعد از سال ۱۹۸۷م روند تخریب سرعت بیشتری به خود گرفت تا جایی که در حال حاضر از هفت بنای اصلی این دیر، سه بنا کاملاً محو شده‌اند و بقیه نیز نیمه ویران‌اند.

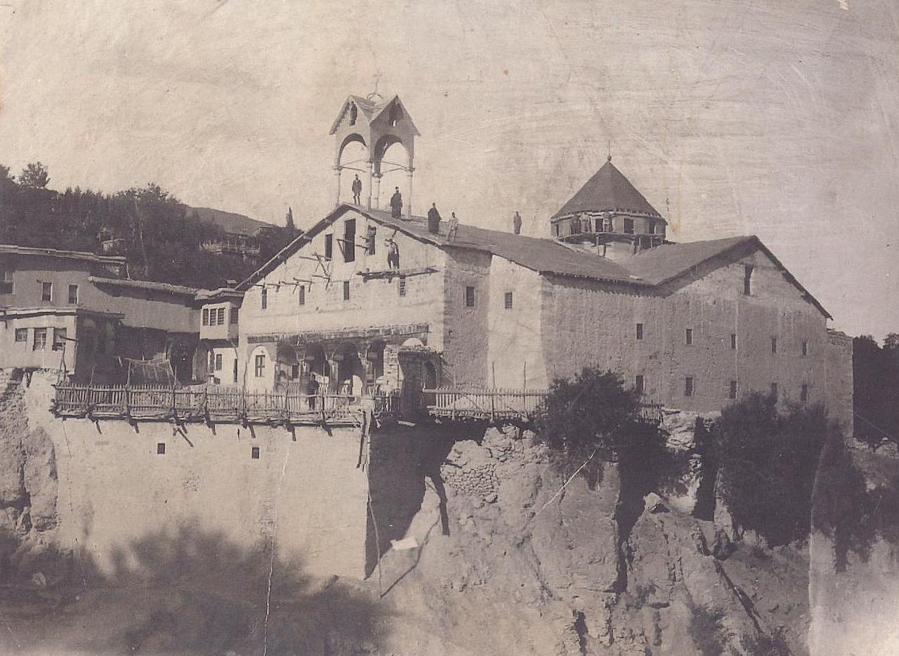
کلیسای جامع آراپگیر

یکی از دلایل مهم تخریب نشدن این کلیسا تا سال‌های اخیر، کاربرد جدید آن بوده‌است، چرا که آن را به آغل احشام روستا تبدیل کردند. خوشبختانه در سال‌های اخیر روستاییان سعی در حفظ وضعیت فعلی آن کرده‌اند، زیرا گردشگران بسیاری برای بازدید از نقاشی‌های دیواری بسیار زیبای آن (متعلق به سده دهم میلادی) به آن منطقه مسافرت می‌کنند و ویرانه‌های این دیر قدیمی موجب کسب درآمد شده‌است.
- دیر آگاراک

واقع در استان ایغدیر، متعلق به سال ۶۵۰م این دیر به‌طور کامل تخریب شده‌است.
- دیر آکنر

واقع در استان آدانا، ساخت آن از سال ۱۱۹۸م تا ۱۲۰۳م به طول انجامیده‌است.
- آرکاکاقنی

واقع در استان آدانا، ساخت آن در سال ۱۱۲۲م به پایان رسیده‌است و در سال ۱۹۱۵م به‌طور کامل تخریب شده‌است.
- کلیسای صلیب مقدس

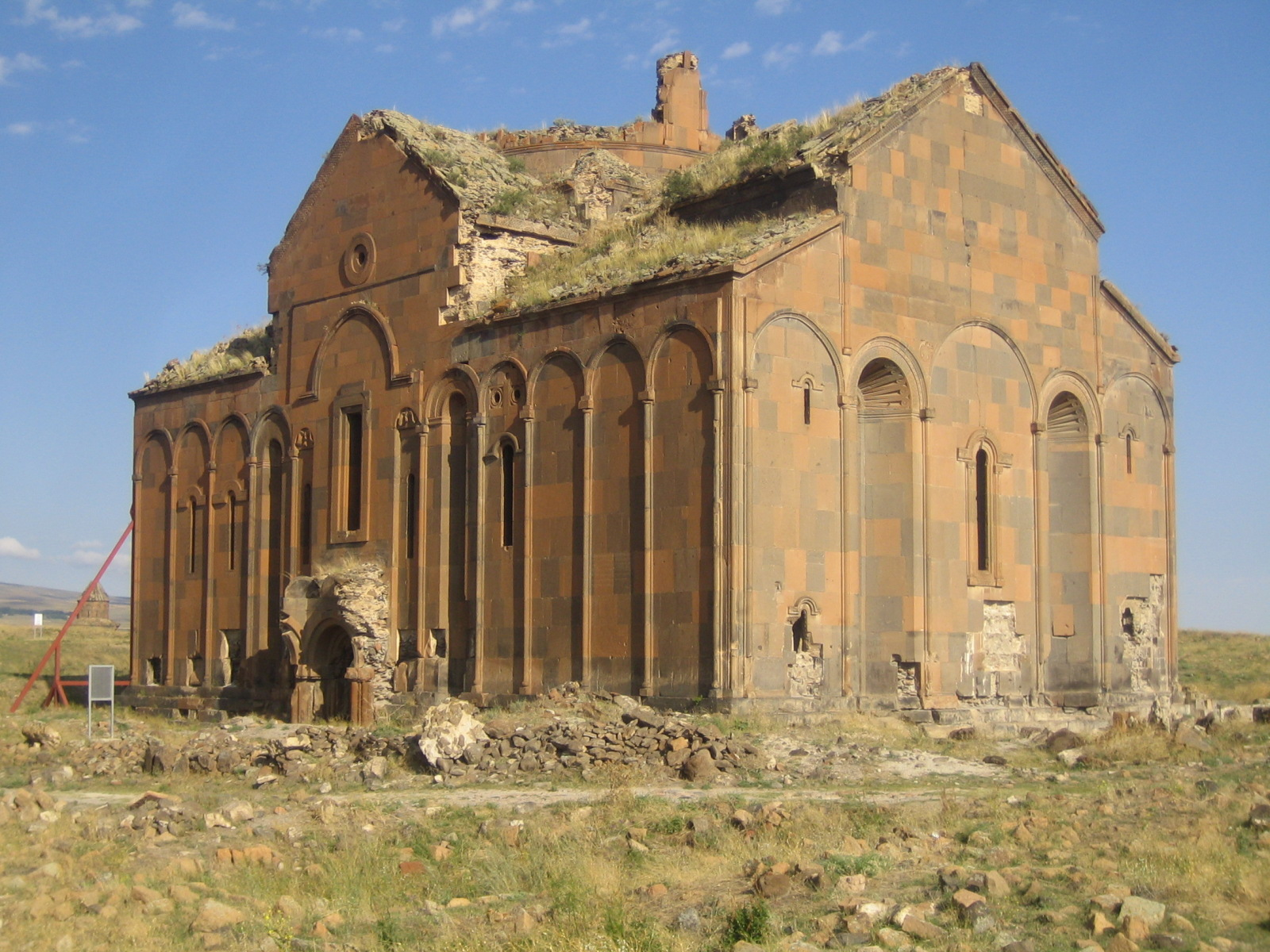
کلیسای جامع آنی

کلیسای صلیب مقدس یا کلیسای آختامار (به ارمنی Սուրբ Խաչ եկեղեցի - به انگلیسی Armenian Cathedral of the Holy Cross)، کلیسایی است متعلق به ارمنیان بر روی جزیره آختامار که در جنوب دریاچه وان و در فاصلهٔ ۳ تا ۳/۵ کیلومتری ساحل قرار دارد در سال ۹۱۵ تا ۹۲۱ میلادی، به دستور گاگیک یکم واسپوراکان پادشاه وقت واسپوراکان؛ توسط معمار ارمنی مانوئل بنا شد.
- دیر بانا یا باناک

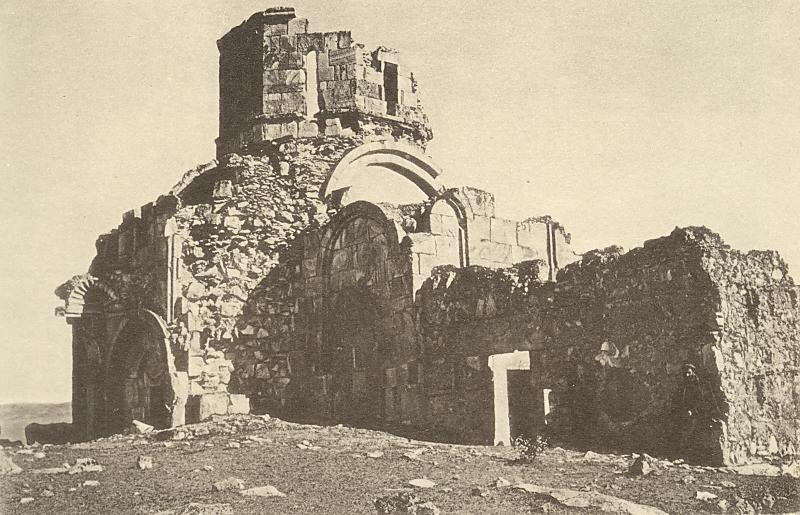
دیر وارزاهان

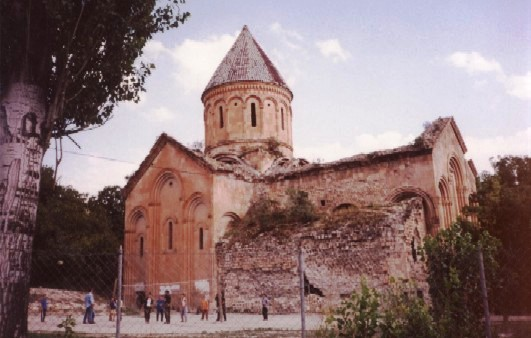
کلیسای ایشخان

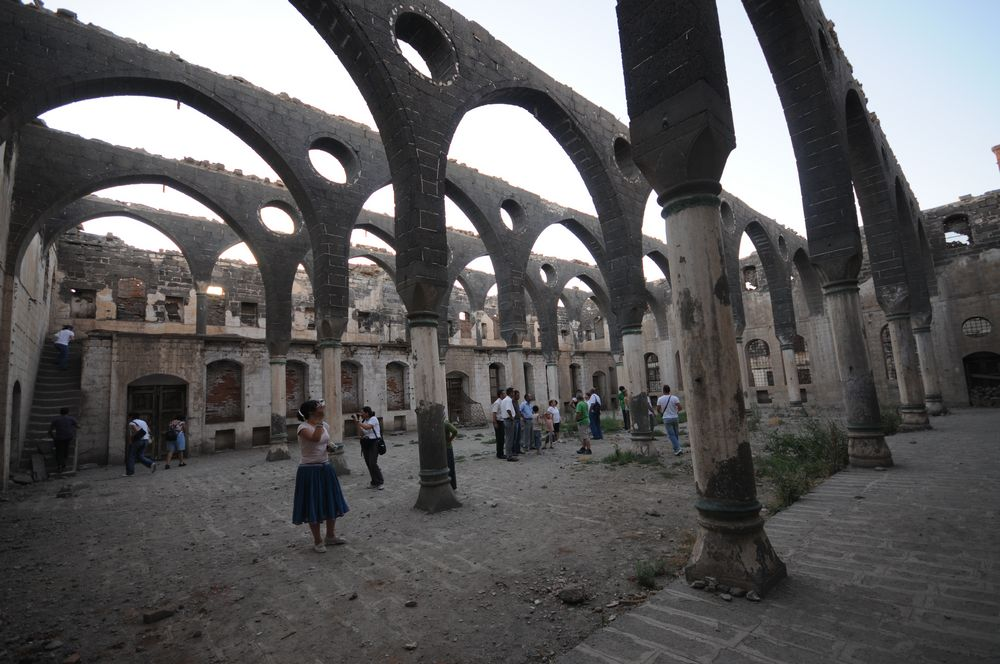
کلیسای ارمنی گیراگوس مقدس

واقع در شهر کارین،(ارزروم) متعلق به سده ششم میلادی.
- دیر باگاوان

متعلق به سال ۳۱۴م، در شرق ترکیه و به‌طور کامل تخریب شده‌است.
- کلیسای حواریون مقدس (کلیسای آراکِلوتس)

متعلق به سده دهم میلادی، در شرق ترکیه، استان قارص.
- کلیسای جامع آراپگیر

به نام مادر مقدس خدا در سده ۱۳ میلادی ساخته شده‌است. این یکی از بزرگترین کلیسا در ارمنستان غربی بود. این کلیسا قادر به اسکان ۳۰۰۰ نفر بوده‌است. کلیسای جامع در سال ۱۹۱۵م در جریان نسل‌کشی ارمنی‌ها حمله و غارت شد و به آتش کشیدند و پس از نسل‌کشی ارمنی‌ها کلیسای جامع ترمیم شد و به عنوان یک مدرسه مورد استفاده قرار گرفت. در سال ۱۹۵۰م شهرداری آراپگیر تصمیم به تخریب کلیسای جامع گرفت و بالاخره در ۱۸ سپتامبر سال ۱۹۵۷ کلیسای جامع با دینامیت منفجر شد.
- کلیسای جامع آنی

واقع در آنی، ساخت آن از سال ۹۸۹م شروع شده و در سال ۱۰۰۱م به پایان رسیده‌است.
- دیر وارزاهان

متعلق به سده دوازدهم میلادی، در نزدیکی شهر بایبورت.
- کلیسای سنت سارکیس

متعلق به سده پنجم میلادی، در نزدیکی روستای دکور از توابع شهر قارص.
- دیر مقدس نجات‌دهنده

متعلق به سده نهم میلادی، در نزدیکی شهر قارص.
- دیر مقدس نجات‌دهنده

متعلق به ۱۴۲۴م، در شهر ترابزون واقع شده‌است.
- دیر کارماراوانک

متعلق به سده دهم میلادی، واقع در منطقه تاریخی ارمنیان واسپوراکان، در ۱۲ کیلومتری شمال غرب جزیره آختامار قرار دارد.
- کلیسای ایشخان

متعلق به سده هفتم میلادی، واقع در شهر آردوین یا آرتوین.
- کلیسای یغنامور

متعلق به سده یازدهم میلادی، واقع در شهر کاقزوان یا کاقیزمان.
- کلیسای گیراگوس مقدس

متعلق به سده پانزدهم میلادی، واقع در شهر در دیاربکر.
روز ۲۳ اکتبر ۲۰۱۱ کلیسای ارمنی شهر دیاربکر ترکیه که با هزینه ارامنه و شهرداری دیاربکر ترکیه بازسازی شده‌است، با حضور جمعی از ارامنه و شهردار کُرد تبار دیاربکر بازگشایی شد.
بر خلاف کلیسای صلیب مقدس جزیره آختامار دریاچه وان که دولت ترکیه فقط سالی یک بار اجازه برگزاری مراسم مذهبی در آن را می‌دهد و در بقیه ایام سال عمدتاً به عنوان یک موزه عمل می‌کند، کلیسای شهر دیاربکر برای اجرای مراسم مذهبی در اختیار پاتریارک ارمنی استانبول خواهد بود.
همچنین بر خلاف کلیسای صلیب مقدس که در هنگام بازگشایی با پرچم‌های بزرگ ترکیه و تصاویر آتاترک، پوشیده شده بود، به تصمیم شهرداری دیاربکر روی این کلیسا پرچم و تصویر مذکور نصب نشده بود.

## نگارخانه

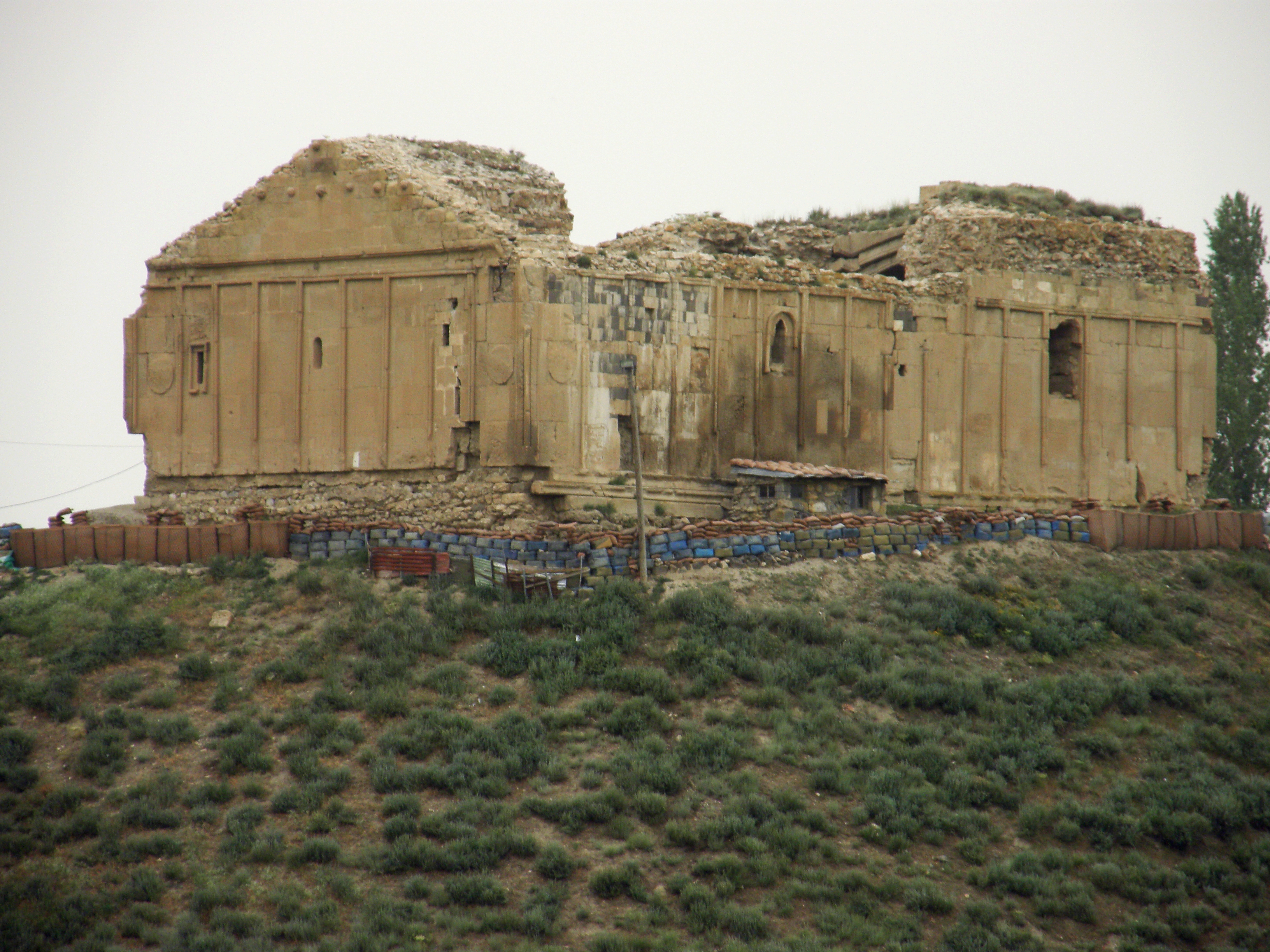
کلیسای بارتقیموس یا برتولمای مقدس
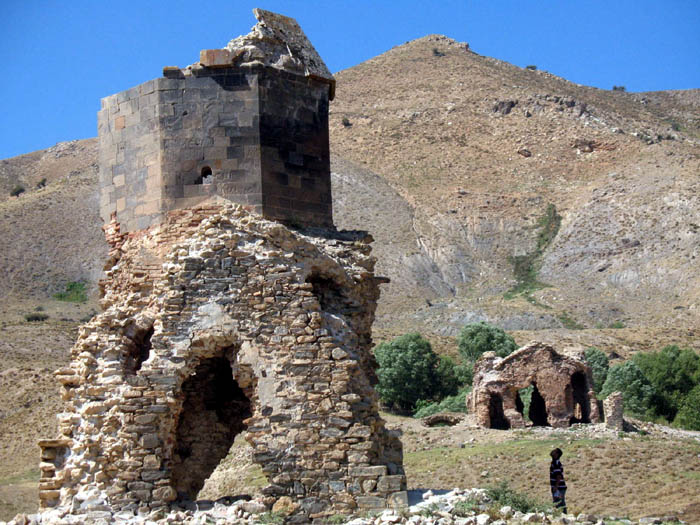
کلیسای آراکلوتس
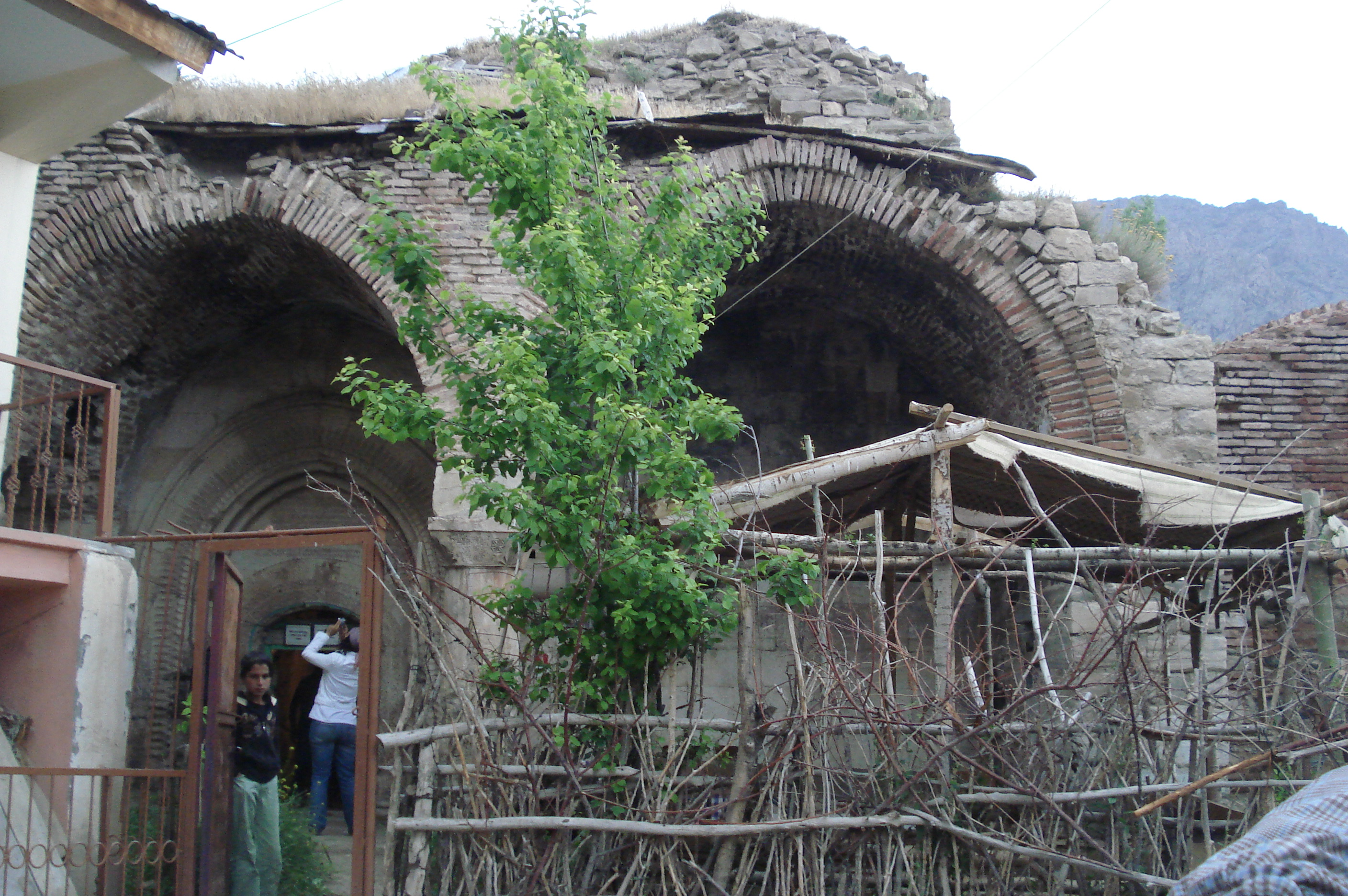
کلیسای واراگا
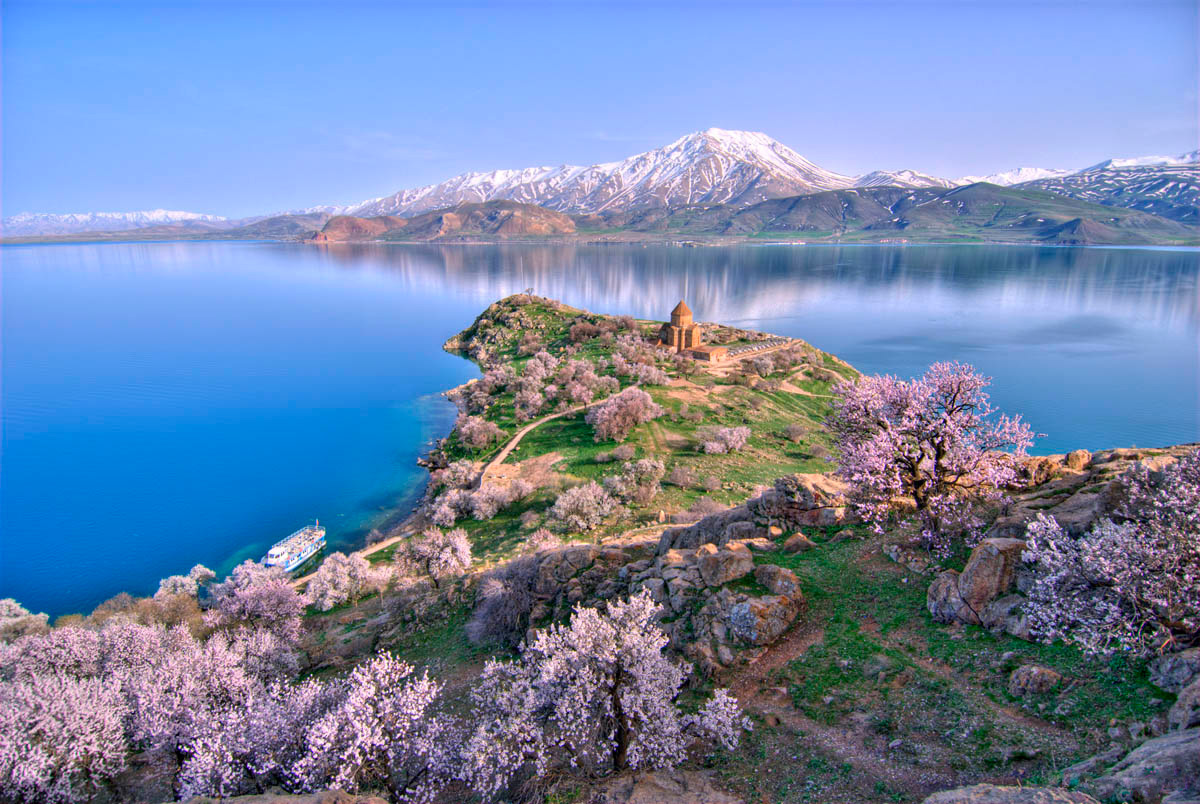
کلیسای صلیب مقدس
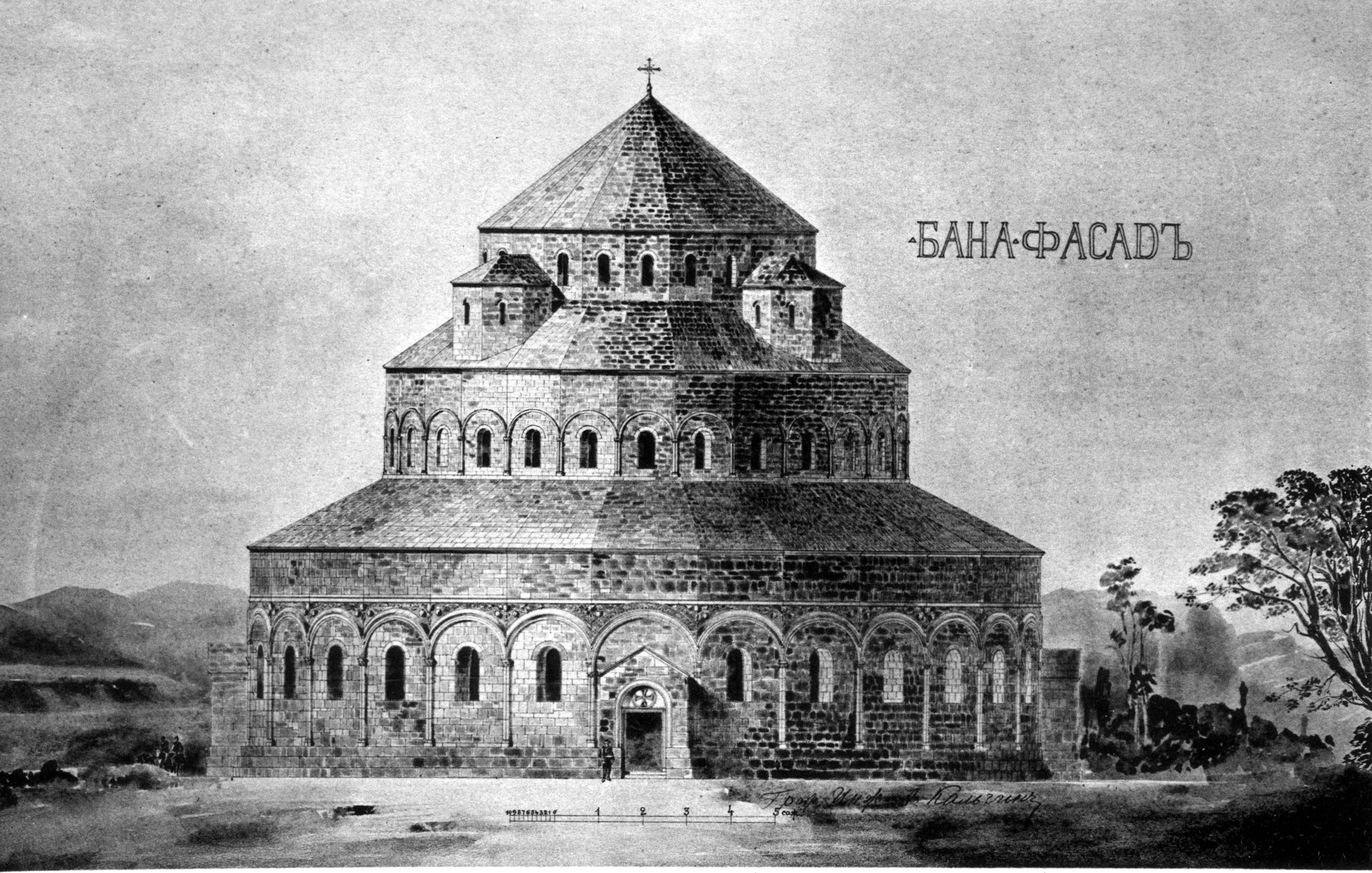
دیر بانا یا باناک
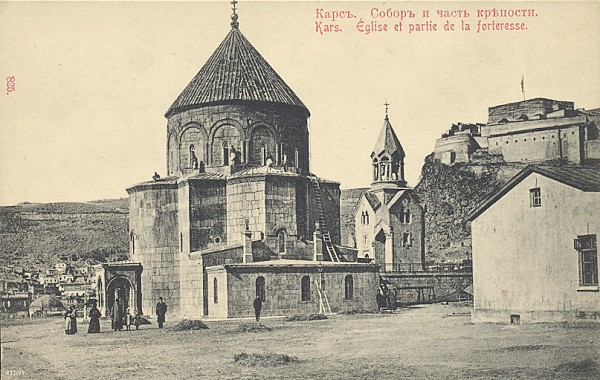
کلیسای حواریون مقدس
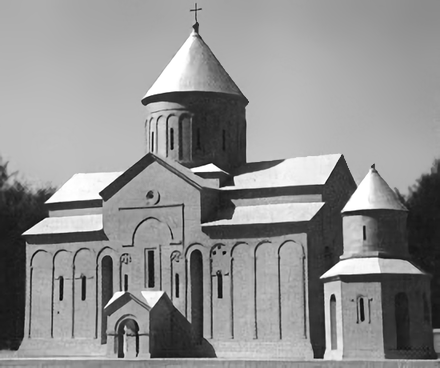
کلیسای جامع آنی
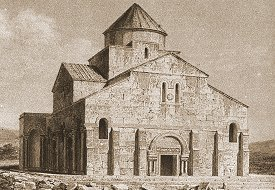
کلیسای سنت سارکیس
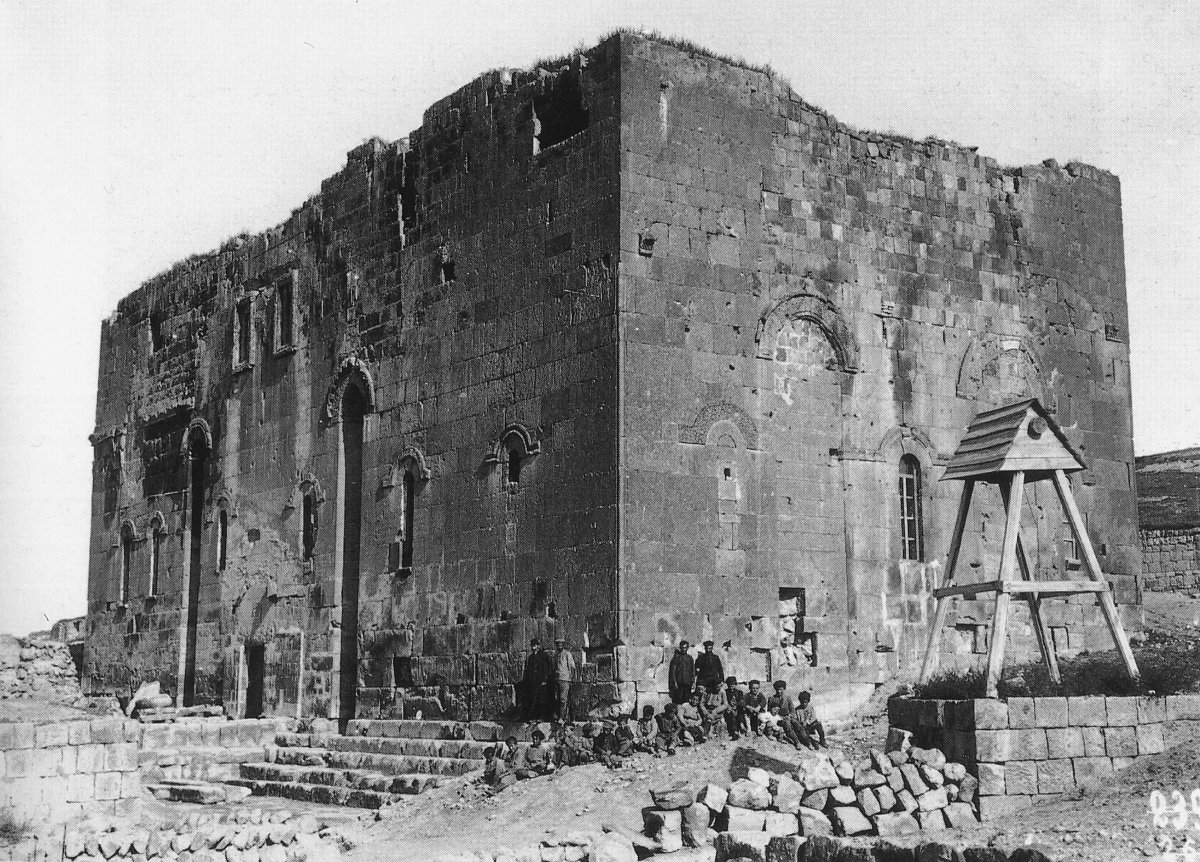
دیر مقدس نجات دهنده در نزدیکی شهر قارص
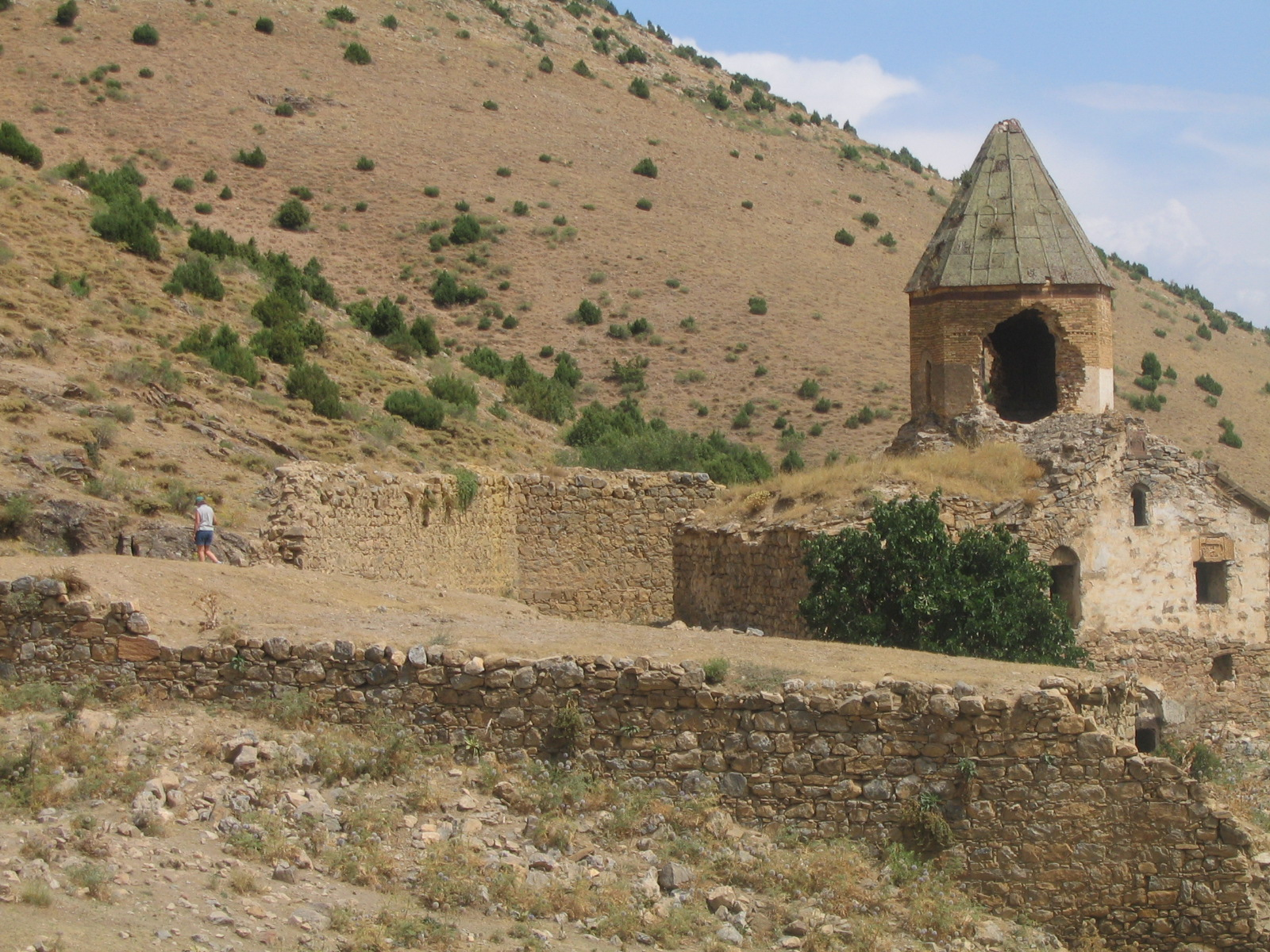
دیر کارماراوانک
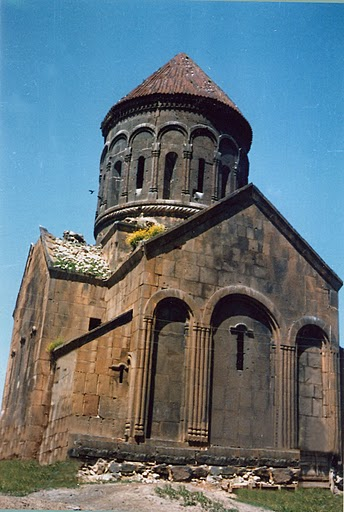
کلیسای یغنامور